# Баня (град)
Вижте пояснителната страница за други значения на Баня.
Ба̀ня е град в Южна България, община Карлово, област Пловдив. Известен е и като Карловски минерални бани, представляващо старо и разговорно наименование на града. В някои пътни карти град Баня може да се срещне като Карловски минерални бани заради туристическото значение на селището. По данни на ГРАО към 15 септември 2023 г. в града живеят 3044 души по настоящ адрес и 3467 души по постоянен адрес.

## География
Намира се в плодородната Карловска котловина по поречието на река Стряма, на 10 км от град Карлово (с железопътна гара), на 50 км от Пловдив и на 156 км от София по задбалканския път. Баня е и жп гара по линията от Пловдив за Карлово.

## История
Град Баня е възникнал благодарение наличието на минералната вода, както и на производството на вина и етерични масла – розово, ментово и лавандулово. Винарската и маслопроизводствената индустрии се разрастват с пристигането на двамата братя Багарови. Днес имението на Иван Багаров е превърнато в луксозно заведение. В къщата на Велизар Багаров през 1927 г. отсяда цар Борис III за лечение. След облекчение на своето заболяване той построява през 1929 г. свой дом, наречен „Нашата къща“. Специално за него се построява „Царската баня“.
Получава статут на град с Решение 582 на Министерския съвет от 30 август 2002 г. (обн., ДВ, бр. 86 от 10 септември 2002), считано от 10 септември 2002 година.

## Религии
Жителите са предимно православни християни. Църква „Св. св. Константин и Елена“.

## Политика
Градът е бил село до идването на власт на правителството на НДСВ, чийто лидер Симеон Сакскобургготски има адресна регистрация в Баня. Селището нашумява, когато премиерът, въпреки че е подкрепил Петър Стоянов за президентските избори, не пуска гласа си за него с оправданието, че е жител на Баня и няма как да гласува от София.

## Икономика
В града се намира винарска изба „Розова долина“, където се произвеждат качествени вина и ракии.
Там често провеждат тренировки спортни отбори, сред които са националният младежки отбор по футбол и регионални тимове. В града има изградена база за спортни мероприятия – стадион, игрища, хотели и басейни.

## Забележителности

### Народно читалище
Народно читалище „Св. св. Кирил и Методий“ е създадено на 8 ноември 1914 г. от група родолюбиви българи. Те му дават името на братята Кирил и Методий. Читалището е негаснещо светило на родолюбие и българщина през трудните и непосилни години. Първите сбирки и вечеринки са се провеждали в стаите на старото училище, а първата театрална сцена е била площадката пред него. След това сцената се пренася в склада на Г. Бареков, а по-късно – в подарената от Пенка Попова къща на площада. Неудобствата са големи, но ентусиазмът, единомислието и сговорността още по-големи. Така през 1921 година е изработен план за красиво двуетажно здание, в което да се помещават читалище с театрален салон и училище. Стойността на сградата по проект е била 2 млн. лева. Общината по онова време е имала само половината сума и бюджет от 434 000 лева. С тези средства мечтата на банянци не се сбъдва. Проектът остава неосъществен, докато през 1952 година с доброволния труд на населението от гр. Баня започва строителството на днешната сграда. През онези години учителят Станчо Иванов Савов съдейства най-активно и така през 1956 г. читалището е завършено и официално открито.

### „Момини гърди“
От всяка точка в Баня се виждат 2 възвишения, които приличат на момински гърди – затова местните жители им казват Момини гърди. Там е имало тракийско селище, доказателство за което са многото археологически находки – монети, съдове, кости. Ако се изкачите на хълмовете Момини гърди се виждат всички околни села и градове – Карлово, Бегунци, Ведраре, Куртово, Васил Левски, Сушица, Домлян, Пролом, Войнягово, Дъбене, Горни Домлян.

### Царска вила
За пръв път Борис III идва в с. Баня през 1925 г. и отсяда във вилата на своя приятел фабриканта В. Багаров след неуспешно лечение в Хисаря на ревматизма си. Тогава царят е имал възможността да оцени преимуществата на Карловските бани. Малко по-късно през 1929 г. е била построена царската вила на Борис III в северния край на селото по проект на известните български архитекти Иван Васильов и Димитър Цолов. Построената царска вила, наричана от местните жители Двореца, е сред 6-те частни имота на царския род Сакскобургготски и единствената частна къща, строена от Борис III. Земята, върху която е построена вилата, е закупена от баненски земеделци. Общата площ на малкия архитектурен ансабъл е 10 дка, като 7 дка е площта на парка. Вилата е построена в духа на българската възрожденска архитектура с характерните за стила елементи и детайли като големия чардак, който раздвижва строгата линия на фасадата. Той е застлан с италиански теракот, а 5 яки дъбови колони осигуряват неговата устойчивост. Прозорците са с кепенци и други елементи, заимствани от българската възрожденска къща. Комплексът има още 2 по-малки сгради, предназначени за гости и прислугата. Целият имот е ограден с масивен, висок каменен зид с 2 дъбови ковани порти.

### Ресторант „Кипарис“
Бившата къща на Багарови. Родът Багарови през 1925 г. е имал фабрика за розово масло в Баня. Идвайки за пръв пръв път в Баня у тях на гости, цар Борис III отсяда в имението им. След 1944 г. къщата се е стопанисвала от ВМЗ Сопот, които са я поддържали в отлично състояние. Най-красив е таванът, покрит с дърворезба. Старата постройка в двора е била за прислугата на сем. Багарови. Самият ресторант е в нова постройка.

### Кишиш махала
По протежението на река Стряма на 2 км от Баня се намира малкото селце Калугерово. Спотаени край него има много кладенци със студена изворна вода. В кладенците е намирана букова шума, което показва, че водата идва от Стара Планина. Мястото е много закътано и по време на турското владичество местното население там се е криело от турците. В „Кишиша“ е имало 2 розоварни и 2 богаташки къщи на собствениците. От розоварните са останали 2 големи комина, възстановена е богаташка къща.

### Река Стряма
По протежението на реката има тепавица.

### Лесопарк „Калето“
Цар Борис III е бил голям любител на ботаниката и с негова помощ се е започнало първото залесяване около парка с площ 500 дка. Първите тополи са засадени 1938 г. Масовото залесяване е през 1955 – 56 г. Преди това земята, на която е паркът, е била блато и за да се облагороди с вагонетки са засипвали тонове пясък.
В парка се намира изворът „Кокалчето“, само от който водата е подходяща за пиене.
Паркът е бил блато, пропито с минерална вода, но и опасно. За да не потънат в блатото, хората се придържали за дъски, които били поставени на определено място в блатото. Ориентир за това къде се намират дъските, бил прът на върха, на който бил вързан кокал.

## Редовни събития
- 30 август, Ден на Баня. Празнува се последната събота на август с издигане знамето на Баня, фолклорни концерти през целия ден, организации за децата, гостуване на известни певици, вечерна дискотека и заря.
- 24 декември – празник край голямата елха в центъра, концерт на коледната група.
- 6 януари, Йордановден – кръстът се хвърля в река „Стряма“, а младежът, който го хване, обикаля къщите в града.
- 14 февруари, Трифон Зарезан – на могилата се дава курбан, пие се вино и се провеждат фолклорни концерти.
- Старчов ден – в края на февруари и началото на март (7 седмици преди Великден).
- 3 март – издигане знамето на град Баня, тържества.
- Лазаровден – децата от фолклорната група минават по къщите, играят хора, пеят песни за Лазар и получават почерпка, яйца и паричка според българския обичай

## Спорт
В гр. Баня има спортна зала със 1100 седящи места, подходяща за провеждане на състезания по хандбал, баскетбол, волейбол и др. Има също и стадион с 3 затревени игрища с 5000 седящи места, плувни басейни, които работят и през зимата.
Въпреки че не е голям по площ и население, град Баня има 4 спортни клуба: по плуване, триатлон, футбол и хандбал. Клубовете по плуване и триатлон имат забележителни постижения в национални и международни състезания.

## Балнеология и туризъм
Град Баня е туристически център благодарение на минералните басейни и красивия си парк. В града има Специализирана болница за рехабилитация с хотелска част, и няколко хотела: „Строител“,  „Стряма“ и др. Спада към целогодишните климатични и бански курорти.
Важни особености са наличието на калонаходище с минерално-торфена кал, както и свойствата на минералната вода. Водата е слабо минерализирана, натриево-сулфатно-хидрокарбонатна, флуорна, силициева, с високи алкални реакции (pH 9,2), метасилициева киселина около 65,7 мг/л, флуор 8,4 мг/л. Температурата ѝ е от 35 до 51 °C.

## Галерия
- Централната баня
- Читалището
- Царската вила
- Женското банче
- Мъжкото банче
- Към калните лечебни процедури
- Чешмата „Жива вода“
- Мемориален „СУ-22“ пред Клуба на летците